# Toonzetters
Toonzetters was een Nederlandse concertvoorstelling waarvan in 2023 een muziekalbum is verschenen, evenals de naam van een voormalig muziekfestival (zie onder). De musici van de voorstelling vormen sindsdien het Toonzetters Ensemble.

## Concertvoorstelling
De concertvoorstelling presenteerde tussen 2022 en 2024 nieuwe muziek van twintig Nederlandse componisten, grofweg geboren in de jaren negentig. Het project was een initiatief van componist Primo Ish-Hurwitz in samenwerking met het Oranjewoud Festival. Onderdeel van de voorstelling was een film van Bowie Verschuuren. Uitvoerenden waren slagwerkers Arjan Jongsma en Agostinho Sequeira en pianisten Ramon van Engelenhoven en Shane van Neerden. Theaterregisseur Jos van Kan was als regie-adviseur betrokken.
De twintig componisten die onderdeel waren van de voorstelling zijn:
- Nuno Lobo (Porto, 1996)
- Frieda Gustavs (Stralsund, 1996)
- Primo Ish-Hurwitz (Heerenveen, 2001)
- Tijmen van Tol (Amsterdam, 1993)
- Dimitri Geelhoed (Leiden, 1996)
- Ramin Amin Tafreshi (Teheran, 1992)
- Martín Mayo (Caracas, 1999)
- Melle Heij (Haarlem, 1997)
- Karmit Fadael (Sneek, 1996)
- Alexandre Kordzaia (Tbilisi, 1994)
- Bram Kortekaas (Amsterdam, 1989)
- Nils Davidse (Gouda, 1987)
- Mathilde Wantenaar (Amsterdam, 1993)
- Rick van Veldhuizen (Haaren, 1994)
- Boris Bezemer (Nijmegen, 1992)
- Celia Swart (Vlissingen, 1994)
- Jan-Peter de Graaff (Terschelling, 1992)
- Thomas van Dun (Den Haag, 1995)
- Arjan Linker (Nieuw Amsterdam, 2000)
- Julian Schneemann (Amsterdam, 1992)

## Voormalig festival en gelijknamige prijs
Tot en met 2012 was Toonzetters de naam van een muziekfestival dat in 2007 werd opgericht door de stichting Buma Cultuur. Ieder jaar selecteerde een internationale jury, bestaande uit gerenommeerde programmeurs en recensenten uit de muziekwereld, de tien beste composities van het voorafgaande jaar. Tijdens het Toonzettersfestival werd de winnaar bekendgemaakt van de Toonzettersprijs. In 2012 vond de laatste editie plaats. In 2021 werd de website toonzetters.nl door Buma overgedragen aan de gelijknamige concerttour.

### Winnaars Toonzettersprijs
- 2012: Andys Skordis
- 2011: Yannis Kyriakides
- 2010: Seung-Ah Oh
- 2009: Robin de Raaff
- 2008: Richard Rijnvos

### Geselecteerde werken
2012Michel van der Aa - Up-close, Richard Ayres - no. 46, Silvia Borzelli - Own Pace (Amnesia 3), Guus Janssen - Vrije Tijd, Noriko Koide - Tamamushi Nostalgia, Yannis Kyriakides - The Trojan Light, Arnold Marinissen - Von Pferden, Gräsern, Sonnen, Menschen, Yu Oda - The Scheme of the Sea Organ, Matijs de Roo - Im grossen schweigen, Andys Skordis - "The deeper you go... the deeper you go... the deeper you go.. .deeper you go... you go... you?"
2011Peter Adriaansz - Three studies on Elevation, Rozalie Hirs - Zenit, Yannis Kyriakides - Memoryscape, Yannis Kyriakides - Paramyth, Martijn Padding - Last Words, Richard Rijnvos - Die Kammersängerin, Thierry Tidrow - It had something to do with the telling of time..., Klas Torstensson - Violin Concerto, Jasna Veličković - Last Song, Robert Zuidam - Suster Bertken (IV-V)
2010Michel van der Aa - Spaces of Blank, Peter Adriaansz - Verdichtingen, Richard Ayres - Nr. 44 (Diary Pieces), Wilbert Bulsink - Koranfragment, Ezequiel Menalled - La vida breve (The brief life), Seung-Ah Oh - JungGa, Martijn Padding - White Eagle, Bart Spaan - Kringen, Diderik Wagenaar - Preludio all’Infinito, Aliona Yurtsevich - Viaggio Interiore [Awakening of Alice]
2009Peter Adriaansz - Waves 5 to 7, Wilbert Bulsink - Op/Weg... geblazen, Einar Torfi Einarsson - Nine Tensions, Rozalie Hirs - Roseherte, Hanna Kulenty - String Quartet No. 3 - Tell me about it, Roderik de Man - Hear, hear!, Martijn Padding - First Harmonium Concerto, Robin de Raaff - Vioolconcert, Edward Top - aliquid stat pro aliquo, Klas Torstensson - Polarhavet (De Poolzee)
2008André Arends - Nightwalking, Willem Jeths - Meme, Hanna Kulenty - Preludium, Postludium & Psalm, Yannis Kyriakides - dreams of the blind, Roderik de Man - Marionette, Carlos Micháns - Concerto voor Harp en Orkest, Richard Rijnvos - NYConcerto, Richard Rijnvos - Riflesso sul tasto, Piet-Jan van Rossum - attendre longtemps, je suis sans identité, Klas Torstensson – Fastlandet

### Jury's Toonzetters

#### 2012
- Lars Petter Hagen (Ultima Oslo Contemporary Music Festival, Noorwegen)
- Andrew Kurowski (BBC, Verenigd Koninkrijk)
- Tadeusz Wielecki (Warsaw Autumn, Polen)
- Lucas Vis (dirigent, juryvoorzitter, Nederland)

#### 2011
- Lucas Vis (dirigent, juryvoorzitter, Nederland)
- Andrew Kurowski (BBC, Verenigd Koninkrijk)
- David Pay (Music on Main, Vancouver, Canada)
- Rainer Pöllmann (Ultraschall, Berlijn, Duitsland)
- Tadeusz Wielecki (Warsaw Autumn, Polen)

#### 2010
- Lucas Vis (dirigent, juryvoorzitter, Nederland)
- Mark Delaere (Transit, Leuven, België)
- David Pay (Music on Main, Vancouver, Canada)
- Rainer Pöllmann (Ultraschall, Berlijn, Duitsland)
- Massimo Simonini (Angelica Festival, Bologna, Italië)

#### 2009
- Lucas Vis (dirigent, juryvoorzitter, Nederland)
- Mark Delaere (Transit, België)
- Luca Francesconi (La Biennale di Venezia, Italië)
- Graham McKenzie (Huddersfield Contemporary Music Festival, Engeland)
- Bert Palinckx (November Music, Nederland)

### 2008
- Lucas Vis (dirigent, juryvoorzitter)
- Roeland Hazendonk (muziekrecensent)
- Hans Heg (muziekrecensent)
- Marcel Mandos (artistiek leider Noord Nederlands Orkest)
- Graham McKenzie (programmeur Huddersfield Contemporary Music Festival)
- Frank Veenstra (programmeur Muziekcentrum Frits Philips)